# Агама Савін'ї
Агама Савін'ї (Trapelus savignii) — представник роду рівнинних агам з родини агамових.

## Опис
Загальна довжина сягає 20—25 см. Голова коротка, тулуб стиснутий. Хвіст помірно довгий. Луска дрібна, з чітко вираженими кілями. Кілі луски в області шиї та вздовж хребта закінчуються загостреними шипиками. Забарвлення яскраве: коричневі, помаранчеві, жовті та палеві плями утворюють красивий килимовий візерунок на світлому фоні. У самців плями з боків тулуба темно-буруватого відтінку, а у самиць - рудуваті.

## Спосіб життя
Полюбляє піщані та щебнисті пустелі, в пересічених місцевостях займає низинні ділянки або долини між дюнами, зустрічається також по степових ділянках з багатою трав'янистою рослинність. Уникає кам'янистих районів та виходів скельних порід, а також культурних ландшафтів. Це низовинний вид, який може зустрічатись на висотах до 200 м над рівнем моря. Харчується комахами.
Це яйцекладна ящірка. Самиця відкладає до 10 яєць.

## Розповсюдження
Мешкає в Ізраїлі, на Синайському півострові та у східній частині дельти Нілу в Єгипті.

## Загрози та охорона
Загрози для цього виду включають загальні втрати місць проживання в результаті оселення людей, надмірного випасу худоби, великомасштабного розширення сільськогосподарського виробництва, меліорації земель, побудови кар'єрів, захоронення твердих побутових відходів та проїзду позашляхових транспортних засобів. Вид також потерпає від міжнародної торгівлі домашнім тваринам. Мешкає в кількох заповідниках та ін. природоохоронних територіях.